# DR Bonanza
DR Bonanza var et website under dr.dk med arkiv over en stor del af Danmarks Radios egenproduktion.
Bonanza åbnede 16. januar 2008 hvor der vises uddrag af det der er blevet produceret i årenes løb, og efter 16 år lukkede det, den 15 marts 2024. Bonanza var en del af DR's Kulturarvsprojekt som skulle sikre DR's programarkiver gennem digitalisering og brugen af arkivernes indhold.
DR Bonanza blev marts 2024 afløst af Gensyn på DRTV

## Indhold
DR Bonanza indeholdt mange forskellige programmer herunder dokumentarer, drama, portrætter, sport og underholdning.